# Tarquinia bianco frizzante
Il Tarquinia bianco frizzante è un vino DOC la cui produzione è consentita nelle province di Roma e Viterbo.

## Caratteristiche organolettiche
- colore: giallo paglierino
- odore: gradevole delicato
- sapore: vivace, vinoso, morbido, talvolta abboccato

## Produzione
Provincia, stagione, volume in ettolitri
- nessun dato disponibile